# Carlota Ríos Laurenzana
Carlota Virginia Ríos Laurenzana González (Ciudad de México, 26 de agosto de 1926-Ciudad de México, diciembre de 2007) fue una deportista mexicana que compitió en saltos de plataforma. Ganó una medalla de plata en los Juegos Panamericanos de 1951, en la prueba individual.

## Palmarés internacional
| Juegos Panamericanos | Juegos Panamericanos     | Juegos Panamericanos | Juegos Panamericanos |
| Año                  | Lugar                    | Medalla              | Prueba               |
| -------------------- | ------------------------ | -------------------- | -------------------- |
| 1951                 | Buenos Aires (Argentina) | Medalla de plata     | Plataforma 10 m      |